# Rose Color
『Rose Color』（ロゼ・カラー）は、1989年11月29日に発売されたGLAYのデモテープである。

## 概要
- GLAYが初めて販売したデモテープである。
- 初回30本には手作りの歌詞カードが付属している。そのうちの1本は、TAKUROのおばあちゃんが所有していた。
- タイトルの読み方はローズ・カラーではなくロゼ・カラーである。
- トータルで300本くらい売ったとTAKUROが語っている。

## 収録曲
1. Ce Cest La Cest La
2. Dear joker
3. Innocent-Lair-Toy
4. ONE AND ONLY
前作「Inside of emotionalism」にも収録されていた曲の再録バージョン。
5. Rose color
6. Rhapsody
1996年のアルバム『BELOVED』に収録されている「RHAPSODY」とはタイトルが同じであるが、全く異なる曲。